# 112P/Urata-Niijima
112P/Urata-Niijima è una cometa periodica appartenente alla famiglia delle comete gioviane. L'unica sua particolarità è di avere una MOID col pianeta Giove di circa 0,3 UA e una ancor più piccola con Marte.

## Storia della scoperta
Scoperta il 30 ottobre 1986 fu ritenuta inizialmente un asteroide e denominato 1986 UD; meno di una settimana dopo ci si accorgeva che in effetti l'oggetto era una cometa per cui venne ridenominato 1986o Urata-Niijima. Successivamente si scopriva che la cometa era stata scoperta e denominata come asteroide ben altre due volte (1986 TD4 e 1986 WP5), la prima delle quali è considerata oggi una prescoperta, ma se all'epoca fosse stata riconosciuta come cometa costituirebbe a tutti gli effetti la reale scoperta della cometa e di conseguenza la cometa avrebbe una diversa data di scoperta e un diverso scopritore. La sua riscoperta il 20 ottobre 1993 ha permesso di numerarla definitivamente.